# 須佐田万川テレビ・FM中継局
須佐田万川テレビ・FM中継局（すさたまがわテレビ・エフエムちゅうけいきょく）は、山口県萩市の旧阿武郡須佐町域に置かれているテレビとFMラジオの中継局である。

## 中継局概要

### デジタルテレビ放送
| リモコン 番号 | 放送局名         | チャンネル番号 | チャンネル番号 | 空中線電力          | 空中線電力  | 実効輻射電力 | 実効輻射電力 | 偏波面    | 放送対象 地域 | 放送区域内世帯数                     | 放送区域内世帯数 | 運用開始日      | 備考 |
| リモコン 番号 | 放送局名         | リパック 前    | リパック 後    | リパック 前         | リパック 後 | リパック 前  | リパック 後  | 偏波面    | 放送対象 地域 | リパック 前                          | リパック 後      | 運用開始日      | 備考 |
| ------------- | ---------------- | -------------- | -------------- | ------------------- | ----------- | ------------ | ------------ | --------- | ------------- | ------------------------------------ | ---------------- | --------------- | --- |
| 1             | NHK 山口総合     | 56             | 36             | 2.5W （本来は 10W） | 10W         | 14.5W        | 58W          | 水平 偏波 | 山口県        | 約1,900 世帯 （本来は 約2,000 世帯） | 約2,000 世帯     | 2009年 12月28日 | 混信対策が終了する2011年 9月25日までは2.5Wで送信、 9月26日からは本来の10Wで 送信。 黒数字chは2011年9月5日 から送信開始。青数字chは 9月25日で送信停止。 |
| 2             | NHK 山口教育     | 51（変更無し） | 51（変更無し） | 2.5W （本来は 10W） | 10W         | 14.5W        | 58W          | 水平 偏波 | 全国          | 約1,900 世帯 （本来は 約2,000 世帯） | 約2,000 世帯     | 2009年 12月28日 | 混信対策が終了する2011年 9月25日までは2.5Wで送信、 9月26日からは本来の10Wで 送信。 黒数字chは2011年9月5日 から送信開始。青数字chは 9月25日で送信停止。 |
| 3             | tys テレビ山口   | 53             | 40             | 2.5W （本来は 10W） | 10W         | 14W          | 58W          | 水平 偏波 | 山口県        | 約1,900 世帯 （本来は 約2,000 世帯） | 約2,000 世帯     | 2009年 12月28日 | 混信対策が終了する2011年 9月25日までは2.5Wで送信、 9月26日からは本来の10Wで 送信。 黒数字chは2011年9月5日 から送信開始。青数字chは 9月25日で送信停止。 |
| 4             | KRY 山口放送     | 35             | 50             | 2.5W （本来は 10W） | 10W         | 14.5W        | 59W          | 水平 偏波 | 山口県        | 約1,900 世帯 （本来は 約2,000 世帯） | 約2,000 世帯     | 2009年 12月28日 | 混信対策が終了する2011年 9月25日までは2.5Wで送信、 9月26日からは本来の10Wで 送信。 黒数字chは2011年9月5日 から送信開始。青数字chは 9月25日で送信停止。 |
| 5             | yab 山口朝日放送 | 55             | 43             | 2.5W （本来は 10W） | 10W         | 17W          | 67.5W        | 水平 偏波 | 山口県        | 約1,900 世帯 （本来は 約2,000 世帯） | 約2,000 世帯     | 2009年 12月28日 | 混信対策が終了する2011年 9月25日までは2.5Wで送信、 9月26日からは本来の10Wで 送信。 黒数字chは2011年9月5日 から送信開始。青数字chは 9月25日で送信停止。 |

- 所在地： 萩市大字須佐字高山南平（高山）[1]
- 放送区域： 萩市の一部（旧須佐町域と旧田万川町域）[1][3][4][5]
- 2009年5月15日に予備免許が交付され[6]（空中線電力10W[1]）、5月18日に試験放送開始[6][1][2]、6月中旬の開局を予定していた[6][1]が、島根県益田市やその周辺で混信が発生したため[7]、12月21日に放送条件のうち空中線電力が2.5Wに変更され[7]、12月24日に本免許交付、12月28日に本放送を開始した。その後、2011年8月19日にチャンネルと空中線電力の変更（リパック）が許可され[8]、9月26日に変更が実施された。

### アナログテレビ放送
| チャンネル 番号 | 放送局名         | 空中線 電力       | ERP               | 偏波面   | 放送対象地域 | 放送区域 内世帯数 | 運用開始日      |
| --------------- | ---------------- | ----------------- | ----------------- | -------- | ------------ | ----------------- | --------------- |
| 8               | NHK 山口総合     | 映像3W/ 音声750mW | 映像13W/ 音声3.2W | 水平偏波 | 山口県       | -                 | 1967年 9月10日  |
| 10              | KRY 山口放送     | 映像3W/ 音声750mW | 映像14W/ 音声3.5W | 水平偏波 | 山口県       | -                 | 1968年 10月26日 |
| 12              | NHK 山口教育     | 映像3W/ 音声750mW | 映像13W/ 音声3.3W | 水平偏波 | 全国         | -                 | 1967年 9月10日  |
| 29              | yab 山口朝日放送 | 映像10W/ 音声2.5W | 映像83W/ 音声21W  | 水平偏波 | 山口県       | -                 | 1997年 1月27日  |
| 61              | tys テレビ山口   | 映像10W/ 音声2.5W | 映像81W/ 音声20W  | 水平偏波 | 山口県       | -                 | 1978年 10月31日 |

- 所在地： デジタルテレビ放送に同じ
- 2011年7月24日をもってすべて廃止された。

### FMラジオ放送
| 周波数 （MHz） | 放送局名     | 空中線 電力 | 実効輻射電力 | 放送対象地域 | 放送区域 内世帯数 | 運用開始日     |
| -------------- | ------------ | ----------- | ------------ | ------------ | ----------------- | -------------- |
| 82.9           | NHK 山口FM   | 10W         | 19W          | 山口県       | -                 | 1996年 3月22日 |
| 86.4           | KRY 山口放送 | 50W         | 162W         | 山口県       | 約2200世帯        | 2018年 8月29日 |